# Lemah Duhur
Lemah Duhur is een bestuurslaag in het regentschap Bogor van de provincie West-Java, Indonesië. Lemah Duhur telt 11.946 inwoners (volkstelling 2010).